# پیلسم
پیلسَم از پهلوانان تورانی و پسر ویسه سپهسالار افراسیاب است. از میان تورانیان او تنها پهلوانی است که جسارت رو در رو شدن با رستم را داشت. رستم او را در نخستین جنگی که به کین خواهی سیاوش درگرفت به زخم نیزه کشت.
| دلیری که بـُـد نام او پیلسم |  | گوی کی نژادی چو شیر دژم |

## پیلسم در شاهنامه
پیلسم از جمله سردارانی است که شاهنامه او را از نژاد کیان بر می‌شمارد پدرش ویسه و برادرش پیران است که در ایران و توران هماوردی نداشت. پیلسم در کشاکش و ادامه جنگ هفت گردان نزد افراسیاب آمد تا اذن جنگ با رستم را بیابد. افراسیاب که دغدغه قتل رستم را داشت از او استقبال کرد و گفت ای جوان دلیر تو را پیروزی نصیب همه دشمنانت خار و ذلیل. پیلسم چون اینگونه جواب شنیده عازم میدان شد.
در جنگ‌های مطروحه اغلب سرداران از رؤسای قبایل و اقوام بودند، احتمالاً پادشاه نیز همهٔ ایشان را یک بیک نمی‌شناخت. شناخت و مطرح شدن سرداری منوط بود به انجام کاری خارق‌العاده برای پادشاه و کشور. چون پیلسم نیز از رؤسای قبایل مشارکت‌کننده در جنگ علیه ایران بود با ادعای نبرد با رستم مورد تشویق و اقبال قرار گرفت امّا این شهرت چندان دوام نیاورد او بدست رستم کشته شد.
ادعای پیلسم این بود که اگر در جنگ در آیم طوس، گیو، گستهم، رهام، بهرام، زنگه شاوران، گرازه مشتی خاک بی‌ارزش هستند سر همه‌شان را پاک خواهم برید. پیلسم در رزمگاه رستم را برای رویارویی فراخواند  گیو و فریبرز  راه او را بستند، با اینهمه رستم از دور پیلسم را دید  و نیزه بدست  برفراز رخش به سوی او تاخت و  نیزه را در تن او فروبرد و او را   با نیزه از  زین  برداشت و او را  نزد سپاه افراسیاب برد ، مرگ   او  افراسیاب  را بسیار آزرد  چون هدف او یافتن هماوردی در برابر رستم بود.
| یکی نیزه بارکش برگرفت      |  | بیفشارد ران ترگ برسر گرفت  |
| بیانگیخت رخش از بر انجمن   |  | بیامد بر پیلسم پیلتن       |
| یکی نیزه زد بر کمرگاه اوی  |  | ز زین برگرفتش به کردار گوی |
| همی تاخت تا پیش توران سپاه |  | بینداختش خوار بر رزمگاه    |
| ببارید پیران ز مژگان سرشک  |  | تن پیلتن دور دید از پزشک   |